# سبيلو
سبيلو (بالإيطالية: Spello)‏ هي بلدية في مقاطعة بيرودجا في إقليم أومبريا في إيطاليا.

## السكان
في سنة 1861 بلغ عدد السكان 4٬614 نسمة، وتطور العدد ليصل في سنة 2011 لـ 8٬631 نسمة.
يظهر هذا المخطط البياني تطور النمو السكاني لـ سبيلو

## توأمة
لسبيلو اتفاقيات توأمة مع كل من:
- أكاديا
- ألفونسيني
- كالاماتا